# Enemay
Enemay är ett distrikt i Etiopien.   Det ligger i regionen Amhara, i den centrala delen av landet, 200 km norr om huvudstaden Addis Abeba.